# Source de neutrons
Une source de neutrons est un équipement qui émet des neutrons. Il existe une grande variété de sources qui vont des sources radioactives portables aux réacteurs nucléaires ou aux sources de spallation. Suivant l'énergie et le flux des neutrons, la taille de la source, les coûts et la réglementation, ces équipements peuvent être trouvés dans des domaines aussi variés que la physique, l’ingénierie, la médecine, l'armement nucléaire, l'exploration pétrolière, la biologie, la chimie et l'industrie nucléaire.
Cependant, la réalisation et l'utilisation d'une source de neutrons sont des activités complexes et dangereuses, les neutrons produits étant par nature fortement pénétrants dans la matière et donc ionisants.

## Type de sources

### Sources de petite dimension

#### Sources alpha-béryllium
Mélange chimique intime d'un corps émetteur alpha et de béryllium de façon à exploiter la réaction :
{\displaystyle {}_{2}^{4}\alpha \;+\;{}_{4}^{9}{\hbox{Be}}\;\to \;n\;+\;{}_{6}^{12}{\hbox{C}}\;}
Le mélange doit être intime car les particules alpha électriquement chargées sont rapidement arrêtées dans la matière.
Les émetteurs alpha utilisés peuvent être : radium, polonium, plutonium ou américium (l'américium représente un bon compromis pour les sources en réacteurs)
Une source de ce type une fois le mélange chimique réalisé présente l'avantage d'un fonctionnement passif mais qui ne peut matériellement être interrompu. Son intensité est dépendante directement de l'activité alpha du nucléide émetteur utilisé. Sa durée de vie est gouvernée en pratique par celle de l'émetteur alpha utilisé.
Ce type de source est d'usage classique pour les sources (dites "primaires") de réveil  des réacteurs. Dans cette application:
- l'émetteur alpha utilisé doit ne pas être fissile sauf à conduire à une détérioration de la source
- une faible production complémentaire de neutrons est produite en fonctionnement à partir des neutrons et gammas de fission par les deux réactions endothermiques suivantes sur le béryllium de la source
  - {\displaystyle \;n\;+\;{}_{4}^{9}{\hbox{Be}}\;\to \;2*n\;+\;2~*\;{}_{2}^{4}\alpha \;-\;1,57{\mbox{MeV}}}
  - {\displaystyle \;\gamma \;+\;{}_{4}^{9}{\hbox{Be}}\;\to \;n\;+\;2\;*\;{}_{2}^{4}\alpha \;-\;2,0{\hbox{MeV}}~\scriptstyle {\mathsf {environ}}\;}

L'énergie des neutrons produits est dans tous les cas très inférieure à celle de l'alpha générateur (variable de 3 à 6 MeV pour la majorité des émetteurs alpha) sachant qu'une partie de l'énergie est communiquée au carbone produit sous forme d'énergie cinétique.

#### Sources gamma-béryllium
Mélange d'un émetteur gamma de forte énergie et de béryllium qui présente une grande section efficace aux réactions (γ, n) - par exemple le mélange antimoine - béryllium permet de réaliser une source dite "secondaire" de neutrons ou modérer la perte d’efficacité de la source primaire.
Au démarrage du réacteur l'antimoine 123 irradié par le flux neutronique forme de l'antimoine 124 émetteur gamma (période : 60,20 jours - énergie : 2,905 MeV) générant la production de neutrons par réaction (γ, n). À moyen terme après arrêt du réacteur la source s'arrête d'elle-même par disparition progressive de l'antimoine 124.
La réaction : {\displaystyle \;\gamma \;+\;{}_{4}^{9}{\hbox{Be}}\;\to \;n\;+\;2\;*\;{}_{2}^{4}\alpha \;-\;2,0{\hbox{MeV}}~\scriptstyle {\mathsf {environ}}\quad .}est endothermique donc l'énergie des neutrons produits est assez faible.

#### Sources parfissions spontanées
Le californium 252 est le siège d'un nombre suffisant de fissions spontanées pour qu'il soit possible de l'utiliser comme source de neutrons. Les neutrons produits ont une énergie dans la gamme des neutrons de fission soit 2 MeV.

### Sources de dimension moyenne
Plasma focus et les machines à strictionla source de neutrons produit une fusion nucléaire contrôlée par la création d'un plasma dense dans lequel le deutérium ionisé ou le tritium sont suffisamment chauffés pour créer la fusion (voir aussi focalisateur de plasma dense).
Accélérateur de particulesen accélérant des particules légères telles que l'hydrogène, le deutérium ou le tritium pour les faire entrer en collision avec des cibles de deutérium, tritium, lithium, béryllium et autres matériaux avec un petit numéro atomique Z, les accélérateurs de particules peuvent être une source de neutrons. Généralement, ces accélérateurs fonctionnent avec des énergies supérieures au 1 MeV.

### Sources de grande dimension
Réacteurs de fission nucléaireLa fission nucléaire produit une importante quantité de neutrons. Dans les réacteurs nucléaires destinés à produire de l'énergie, les neutrons ne sont plus ou moins qu'un produit inévitable de la fission à l'inverse des réacteurs destinés à la recherche qui servent à la production de neutrons libres.
Systèmes de fusion nucléaireLa fusion nucléaire d'isotopes lourds de l'hydrogène permet la production de grandes quantités de neutrons sans que pour autant le bilan neutronique d'ITER permettant la régénération du tritium à partir du lithium nécessaire au fonctionnement en continu de réacteurs à fusion soit établi.
Accélérateurs de particulesLa spallation provoquée par le bombardement d'une cible par des protons ou de nucléons issus d'un accélérateur de particules de haute énergie est une source de neutrons.